# 竹垣純信
竹垣 純信（たけがき すみのぶ/じゅんしん、1881年（明治14年）2月 - 1917年（大正6年）6月11日）は、日本の海軍軍人。最終階級は海軍機関中佐。第一次世界大戦で地中海に派遣された第二特務艦隊の第11駆逐隊機関長として戦死した。

## 生涯
新潟県出身。父・竹垣純一は越後長岡藩士で、戊辰戦争で武名があった。長岡中学在学中、父が事業に失敗し竹垣家は経済的苦境に陥る。竹垣は苦学団を頼ることとなり徒歩で東京へ向かった。逓信省雇いとなって自ら学資を稼ぎ、成城学校から海軍機関学校へ進む。1904年(明治37年)卒業(12期)。
海軍少機関士（少尉相当官）に任官し、「吾妻」乗組みとして日露戦争に参戦。第3艇隊附、「須磨」・「厳島」乗組み、「橋立」・「香取」・「吾妻」の各分隊長を務めたほか、海軍水雷学校を修了している。
「薩摩」分隊長として第一次世界大戦を迎え、青島の戦いに参戦。「金剛」分隊長に転じ、機関少佐へ進級。第11駆逐隊機関長に転じた。同駆逐隊は4隻からなり、竹垣の乗艦は「榊」であった。
第11駆逐隊は第二特務艦隊に属し、地中海方面で連合国艦船の護衛に従事した。4月26日、「榊」は第11駆逐隊の僚艦「松」 とともに総員3266名、武器弾薬を満載した英国客船・「トランスシルバニア」の護衛にあたった。イタリア・サナポ沖で同艦は雷撃を受け撃沈されたが、 「榊」、「松」はイタリア駆逐艦らと協同し乗員約3000名を救助した。艦は撃沈されたが、多くの人命を救ったことに連合国は感謝し、駆逐隊司令・横地錠二ほか将兵27名がイギリス国王ジョージ五世から叙勲された。竹垣は殊勲章を授与されている。
同年6月11日、「榊」・「松」は護衛任務を終え、マルタ島への帰路で潜望鏡を発見。オーストリア＝ハンガリー帝国潜水艦U-27であった。艦長・上原太一少佐は回避命令を発したが、U-27の魚雷が命中して「榊」は大破したが（艦首切断）、沈没は免れた。戦死者は艦長の上原、竹垣以下59名であった。マルタ島に「第二特務艦隊戦没者之碑」がある。

## 人物像
機関科士官としての竹垣は実務能力に優れ、石炭の経済的消費法を発見し賞賛を受けた。「金剛」時代に機関学校教官への異動を、艦側で引き止めている。体格雄偉、酒豪であり、また剣道では海軍部内で杉七郎と並び、両大関と称された人物である。地中海へ赴く際は、父に「演習に行く」と葉書を出し、それが絶筆となった。

## 栄典
- 1904年（明治37年）10月10日 - 正八位[7]
- 1906年（明治39年）11月30日 - 従七位[8]
- 1909年（明治42年）12月20日 - 正七位[9]
- 1915年（大正4年）1月30日 - 従六位[10]